# Corte Madera (Kalifornija)
Corte Madera je gradić u američkoj saveznoj državi Kalifornija. Prema popisu stanovništva iz 2010. u njemu je živjelo 9,253 stanovnika.